# Empire Immo
 (mars 2025).
Motif : page déjà supprimée en 2008, voir Discussion:Empire Immo/Admissibilité.
- Archive Wikiwix
- Bing
- Cairn
- DuckDuckGo
- E. Universalis
- Gallica
- Google
- G. Books
- G. News
- G. Scholar
- Persée
- Qwant
- (zh) Baidu
- (ru) Yandex
- (wd) trouver des œuvres sur Wikidata

| 1. | Préciser le motif de la pose du bandeau. | Précisez le motif de la pose du bandeau en utilisant la syntaxe suivante : {{admissibilité à vérifier\|date=mai 2025\|motif=remplacez ce texte par le motif}}                    |
| 2. | Informer les utilisateurs concernés.     | Pensez à avertir le créateur de l'article, par exemple, en insérant le code ci-dessous sur sa page de discussion : {{subst:avertissement admissibilité à vérifier\|Empire Immo}} |

Empire Immo est un jeu de simulation immobilière en ligne dans lequel les joueurs peuvent construire et gérer un empire immobilier prospère. Lancé en 2007, il est développé par JConsulteo.

## Histoire
Empire Immo a été conçu pour offrir une expérience immersive de gestion immobilière, en combinant des aspects de stratégie, d'investissement financier et de gestion d'entreprise. Depuis son lancement, le jeu a connu plusieurs mises à jour et ajouts de contenu, notamment l'ajout d'un module bourse, puis de création de holding et enfin les entreprises de construction.

## Gameplay
Dans Empire Immo, les joueurs commencent avec un capital de départ et doivent investir dans des propriétés immobilières pour générer des revenus. Le jeu inclut différentes mécaniques telles que :
- L'achat et la vente de biens immobiliers
- La gestion des locataires et des loyers
- L'amélioration et la construction de nouvelles infrastructures
- La participation à des événements économiques et financiers

## Modèle économique
Empire Immo adopte un modèle freemium, permettant aux joueurs de jouer gratuitement avec des options d'achats in-game pour accélérer leur progression. Le jeu propose des abonnements premium ainsi que l'achat de devises virtuelles utilisables dans l'univers du jeu.